# Integratie (handicap)
Integratie is een visie rond het werken met mensen met een beperking in de samenleving. Historische gezien komt deze visie na de tendens tot normalisatie van de mensen met een beperking. Tegenwoordig ruimt de integratievisie plaats voor inclusie.
Integratie vertrekt vanuit een erkenning van de handicap, en de vaststelling dat de handicap niet met een eenvoudige ingreep kan gecorrigeerd worden. Het is een antwoord op het falen van de normalisatievisie, waarbij men probeerde om personen met een handicap normaal te maken onder andere door medische ingrepen. Integratie stelt dat er aanpassingen nodig zijn om de persoon met een handicap te laten deelnemen aan de gewone samenleving. Cruciaal bij integratie is dat het zwaartepunt van de aanpassingen bij de persoon met een handicap ligt. Zo moet een dove leren liplezen of gebarentaal begrijpen, of een blinde kan leren braillelezen zodat ze zelf hun integratie in de samenleving kunnen realiseren. Ook rond een motorische handicap wordt in dezelfde zin gedacht. Het zijn dan ook deze groepen die baat hebben bij de evolutie naar integratie. Voor personen met een mentale handicap echter is het helemaal niet vanzelfsprekend om zich aan te passen.
In het onderwijs werd deze visie toegepast door de invoering van het geïntegreerd onderwijs of GOn. Ook hier ligt de nadruk op het aanpassen van de beperking of de persoon met zijn handicap zodat hij zich kan integreren in de gewone klas, en kan werken naar dezelfde doelstellingen als de andere leerlingen (bv. de eindtermen).
De overheid gebruikt deze term ook in de sociale sector: Zo kennen tal van gemeenten of provincies een integratietoelage voor personen met een handicap. Sinds 1990 heeft Vlaanderen een Vlaams fonds voor sociale integratie van personen met een handicap, dat sinds 2006 gekend is als het Vlaams Agentschap voor Personen met een Handicap.
Sinds de jaren 90 van de 20ste eeuw wordt deze integratievisie stelselmatig vervangen door inclusie, waarbij het gewicht van de aanpassing verschuift van de persoon met de handicap naar de omgeving en de samenleving: de persoon met een handicap wordt aanvaard zoals hij is, en de maatschappij past zich daaraan aan. In het onderwijs geeft dit dan het ontstaan van het inclusief onderwijs.